# كوينسي ديفيس
كوينسي ديفيس (بالإنجليزية: Quincy Davis)‏ هو عازف جاز أمريكي، ولد في 27 أغسطس 1977.